# Endocitoză
Endocitoza este procesul de internalizare de către celule a unor macromolecule, particule sau chiar a altor celule. 
Materialul extracelular este înconjurat progresiv de către membrana celulară care apoi formează o invaginație înspre interiorul celulei și apoi se desprinde, formând o veziculă endocitică ce conține substanța ingerată.
În funcție de natura substanței se disting două tipuri de endocitoză:
- fagocitoza (ingestia unor substanțe solide, cum ar fi microorganismele);
- pinocitoza (ingestia de fluide).

Particulele internalizate sunt transportate în mare parte către lizozomi. Membranele internalizate pot fi reciclate către membrana celulară.